# Улица Текучёва
У́лица Текучёва — одна из важнейших магистралей Ростова-на-Дону, проходящая по четырём районам города.

## История
Появилась в начале XX века под названием «Десятая улица» на окраине города — Нового поселения. В справочнике «Весь Ростов и Нахичевань-на-Дону» на 1914 год приводились данные об этой улице — начиналась она от Первого переулка в Новом поселении и заканчивалась у Никольского переулка (ныне Халтуринского); дома здесь были только на четной стороне.
В сентябре 1908 года у границы с Нахичеванью (ныне здесь проходит Театральный проспект) появились скотобойни (сегодня — мясокомбинат «Тавр»), построенные инженером-технологом П. Ф. Горбачевым (Городской Голова в 1902—1905 годах). В книге краеведа и историка А. М. Ильина «История города Ростова на Дону» в одном из разделов «Кратких сведений» 1914 года говорилось:

«Ростов обладает образцовыми скотобойнями, построенными в 1906—1909 гг. со всеми технологическими устройствами и приспособлениями по убою скота и хранению мяса в холодильниках…»
«Бельгийское анонимное общество	Ростовского-на-Дону трамвая обязуется удлинить линию Большого проспекта до новых боен…»

В 1946 году Десятая улица была переименована в честь Василия Петровича Текучёва (1904—1944) — политрука роты Ростовского полка народного ополчения. Отличился в боях на подступах к Ростову-на-Дону. Был ранен во время боёв за Кавказ, погиб в июле 1944 года в боях за освобождение Белоруссии.

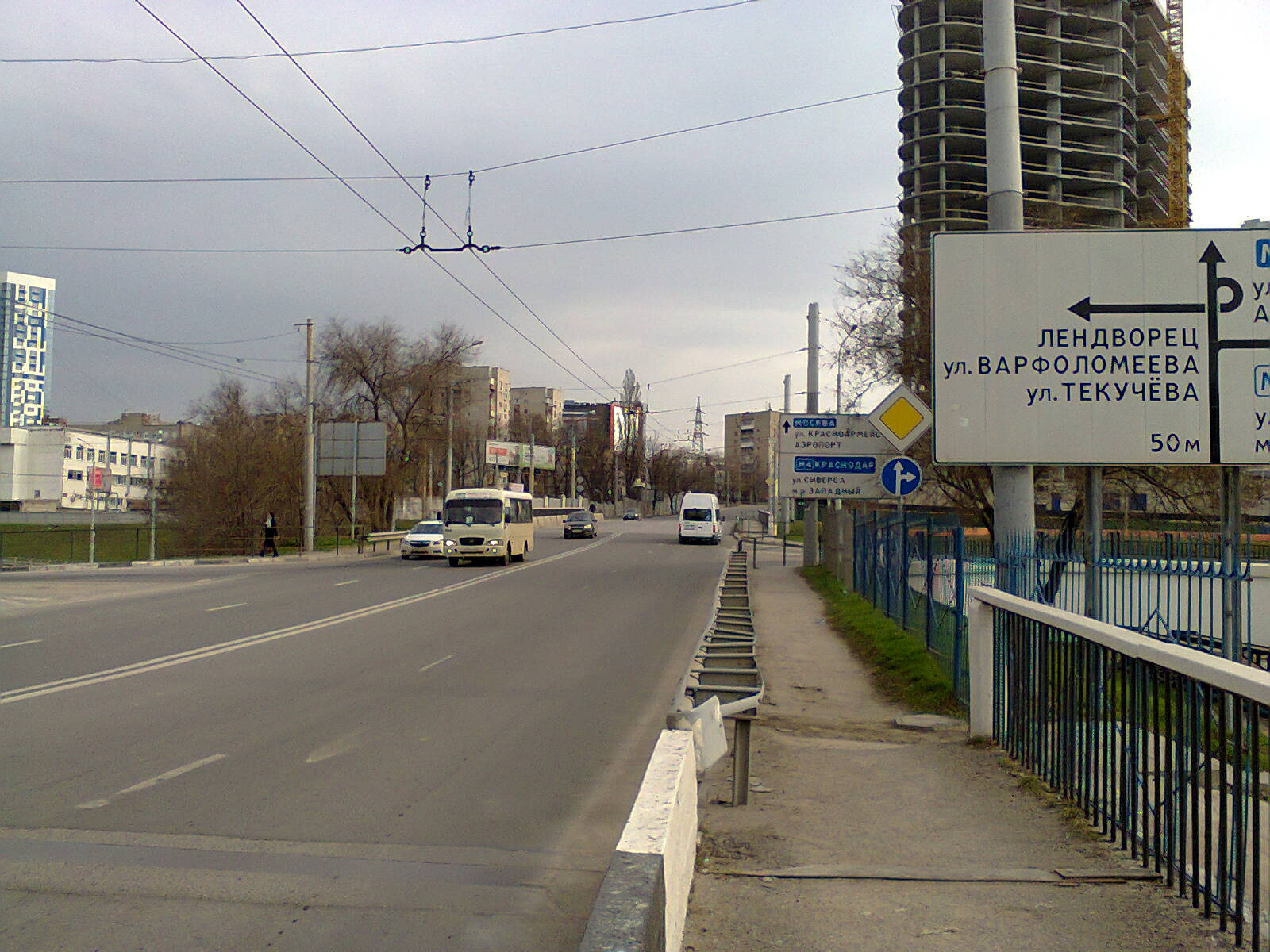
Поворот на улицу Текучёва с Красноармейской улицы

В 1960-е годы от площади Гагарина на восток города ещё была проложена трамвайная линия, существовавшая до конца XX века.
В настоящее время улица имеет важное транспортное значение для Ростова-на-Дону. По ней всегда идёт поток автомобилей, идущих из Таганрога, со стороны аэропорта, из Северного жилого массива, с проспекта Ленина и обратно. Особенно напряжённым является участок улицы на площади Гагарина, где пересекаются маршруты автобусов и троллейбусов. Имеется автомобильный Текучёвский мост, пересекающий реку Темерник и железнодорожные пути.
На улице Текучёва находятся:
- Ростовский ипподром
- Еврейско-татарское кладбище